# La Nigérienne
La Nigérienne est un ancien hymne national du Niger datant de 1961, un an après la proclamation de son indépendance. Maurice Thiriet est l'auteur des paroles ; Robert Jacquet et Nicolas Abel François Frionnet ont composé la musique. En juin 2023, dans une démarche de prise de distance d'avec l'héritage colonial, le Niger prend la décision de le remplacer par un nouveau chant : Pour l'honneur de la patrie.

## Paroles en français[1]
Auprès du grand Niger puissant

Qui rend la nature plus belle,

Soyons fiers et reconnaissants

De notre liberté nouvelle !

Évitons les vaines querelles

Afin d'épargner notre sang,

Et que les glorieux accents

De notre race sans tutelle !

S'élèvent dans un même élan

Jusqu'à ce ciel éblouissant,

Où veille son âme éternelle

Qui fera le pays plus grand !

Debout ! Niger ! Debout !

Que notre œuvre féconde

Rajeunisse le cœur de ce vieux continent !

Et que ce chant s'entende

Aux quatre coins du monde 

Comme le cri d'un peuple équitable et vaillant

Debout ! Niger ! Debout !

Sur le sol et sur l'onde,

Au son des tam-tams

Dans leur rythme grandissant,

Restons unis toujours,

Et que chacun réponde

À ce noble avenir

Qui nous dit : - En avant !

## Critiques et remplacement
Les paroles de la Nigérienne font l'objet de nombreuses critiques au Niger, principalement les troisième et quatrième vers, Soyons fiers et reconnaissants / De notre liberté nouvelle ! qui expriment une inféodation à la France,.
Le 21 novembre 2019, le Président de la République Mahamadou Issoufou annonce qu'il a décidé de modifier, voire de changer l’hymne national. Un comité présidé par le premier ministre, Birgi Rafini est « chargé de réfléchir sur l'hymne actuel en lui apportant des correctifs » et « si possible trouver un nouvel hymne qui réponde au contexte actuel du Niger ». Créé en 2018, il est composé de plusieurs membres du Gouvernement et d'une quinzaine « d'experts rompus dans l’écriture et la composition musicale ».
Pour Assoumana Malam Issa, ministre de la Renaissance culturelle, « Il faut trouver un hymne qui puisse galvaniser la population, être pour nous une sorte de cri de guerre pour toucher notre fibre patriotique ».
Le 22 juin 2023, l'Assemblée nationale adopte un nouvel hymne pour remplacer La Nigérienne. Ce nouvel hymne se nomme Pour l'honneur de la patrie.